# سراب قرة خان (مقاطعة ديواندرة)
سراب قرة خان (بالفارسية: سراب قره خان) هي قرية تقع في قسم قراتورة الريفي (مقاطعة ديواندرة) في إيران. يقدر عدد سكانها بـ 123 نسمة بحسب إحصاء 2016.